# Масляний Антін Павлович
Масляний Антін Павлович (17 січня 1865, село Кириківка, Охтирський повіт, Харківська губернія, Російська імперія — † 1929) — генерал-поручик Армії УНР.

## Біографія
Народився у селі Кириківка Охтирського повіту Харківської губернії.
Закінчив Одеське піхотне юнкерське училище (у 1887 році), служив у 37-му піхотному резервовому кадровому батальйоні. З 19 червня 1902 року — старший ад'ютант штабу Варшавської військової округи. З 6 грудня 1904 року — підполковник. З 6 грудня 1907 року — полковник. З 30 серпня 1914 року — начальник інспекторського відділу штабу головнокомандувача армій Північно-Західного фронту. З 15 січня 1915 року — помічник чергового генерала штабу головнокомандувача армій Західного фронту. З 10 квітня 1916 року — генерал-майор. З 18 листопада 1917 року — черговий генерал штабу Південно-Західного фронту. За Першу світову війну мав всі ордени до Святого Святослава І ступеня.
З 24 квітня 1918 року — помічник начальника Головного штабу УНР, згодом — Української Держави. З 3 грудня 1918 року — т. в. о. начальника Головного штабу Української Держави, згодом — УНР. 3 17 січня 1919 року — член Військової Ради УНР, невдовзі — приділений до Головного управління Генерального штабу Дієвої Армії УНР. З 1 листопада 1919 року — член комісії з вироблення законопроєктів проходження військової служби в Дієвій Армії УНР. З 19 березня 1920 року — начальник Головного управління персонального складу Генерального штабу УНР. З 7 червня 1920 року — помічник начальника Головної мобілізаційно-персональної управи Військового міністерства УНР.
У 1920—21 роках читав лекції у Камянецькій спільній юнацькій школі. Постановою Гонорової ради від 3 серпня 1921 року був підвищений до звання генерал-поручика.
Подальша доля невідома.